# Hogshead
Hogshead är en typ av tunna som oftast används till att lagra alkoholhaltiga drycker. Termen är också ett ålderdomligt rymdmått som representerar volymen på en sådan tunna, men exakt hur stor denna volym är kan variera mycket. Dels har det funnits regionala skillnader, dels har måttet skiftat beroende på vilken dryck som lagras i tunnan: en hogshead vin är exempelvis oftast inte samma mängd som en hogshead öl. Enligt American Heritage Dictionary kan volymen variera mellan 235 och 530 liter, enligt Google är en hogshead 238,48 liter.